# Elidir Fawr
Elidir Fawr är ett berg i Storbritannien.   Det ligger i kommunen Gwynedd och riksdelen Wales, i den södra delen av landet, 300 km nordväst om huvudstaden London. Toppen på Elidir Fawr är 924 meter över havet, eller 253 meter över den omgivande terrängen. Bredden vid basen är 2,9 km. Elidir Fawr ligger vid sjön Marclyn Mawr.
Terrängen runt Elidir Fawr är huvudsakligen kuperad.Runt Elidir Fawr är det ganska glesbefolkat, med 45 invånare per kvadratkilometer. Närmaste större samhälle är Bangor, 11,3 km norr om Elidir Fawr. Trakten runt Elidir Fawr består i huvudsak av gräsmarker.